# Château de Châtenay (Chanoz-Châtenay)
Le château de Châtenay est une ancienne maison forte, du XIe siècle reconstruit au XVe siècle et remanié au XIXe siècle, centre de la seigneurie de Châtenay qui se dresse sur la commune de Chanoz-Châtenay dans le département de l'Ain en région Auvergne-Rhône-Alpes.
Le château fait l’objet d’une inscription partielle au titre des monuments historiques par arrêté du 18 février 1987. Seuls les façades et toitures des bâtiments qui cernent la cour intérieure à l'est avec les deux tours d'angle, la tour du XVe siècle accolée au corps de logis principal à l'est et le mur de soutènement au nord-ouest sont inscrits.

## Situation
Le château de Châtenay est situé dans le département français de l'Ain sur la commune de Chanoz-Châtenay.

## Histoire
La seigneurie avec château fort, en toute justice, est la possession à l'origine des sires du nom et armes de Châtenay. En 1274 Hugon de Châtenay reconnait tenir sa maison forte du comte de Savoie. En 1306 Pierre de Châtenay, chevalier, reçoit du comte Amédée V de Savoie confirmation de la justice moyenne et basse.
La terre de Châtenay passa de cette ancienne famille à celle de Bouvens, qui en 1448 la vend à Sibued de Feillens. En 1516 Amé de Feillens l'aliène à Jacques Ier de Monspey, chevalier. En 1573 Jacques II de Monspey achète du comte de Pont-de-Veyle et de Châtillon, la haute justice. Le duc de Savoie érige quelque temps après la terre en baronnie que Louise de Monspey, fille unique de Jacques II, porte en dot à Pierre de Seyturier, seigneur de la Verjonnière. Des de Seyturier, la baronnie de Châtenay passe à la famille de Garron, d'où elle ne sortit plus, à la suite de l'acquisition qu'en fit, le 9 avril 1649, Jean Garron, conseiller du roi.